# 大野恒太郎

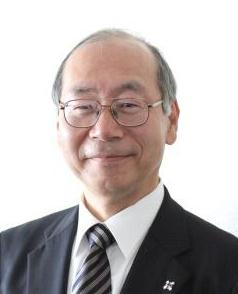
2014年11月撮影

大野 恒太郎（おおの こうたろう、1952年4月1日 - ）は、日本の検察官、弁護士、実業家。法務事務次官、東京高等検察庁検事長、検事総長等を歴任。またイオン取締役兼指名委員、小松製作所や伊藤忠商事の監査役を務める。

## 経歴
東京都生まれ。1970年、東京都立富士高等学校卒業。1974年 東京大学法学部卒業、司法修習、（1978年ハーバード・ロー・スクールLL.M（法学修士））。
1976年検事任官、東京地方検察庁検事。ハーバード大学留学を経て、1982年法務省刑事局付、1987年大阪地方検察庁検事、1989年東京地方検察庁検事、1994年法務省刑事局参事官、1996年法務省大臣官房参事官、1998年法務省刑事局総務課長、2000年東京地方検察庁総務部長、2001年内閣官房司法制度改革推進本部事務局次長、2004年宇都宮地方検察庁検事正、2005年最高検察庁総務部長、2007年法務省刑事局長、2009年法務事務次官等を経て、2011年8月仙台高等検察庁検事長。2012年7月20日より東京高等検察庁検事長
2014年7月18日、検事総長。2016年11月弁護士登録（第一東京弁護士会）、森・濱田松本法律事務所客員弁護士。2017年イオン取締役、小松製作所監査役、伊藤忠商事監査役、公益財団法人国際民商事法センター理事長。2019年法務省検察官適格審査会委員。2022年、瑞宝大綬章受章。